# 四川报春
四川报春（学名：Primula szechuanica）为报春花科报春花属下的一个种。

## 扩展阅读
- 維基物種上的相關：四川报春